# Stan Drulia
Stanley W. „Stan“ Drulia (* 5. Januar 1968 in Elmira, New York) ist ein ehemaliger US-amerikanischer Eishockeyspieler und -trainer sowie derzeitiger -scout, der im Verlauf seiner aktiven Karriere zwischen 1984 und 2001 unter anderem 126 Spiele für die Tampa Bay Lightning in der National Hockey League (NHL) auf der Position des rechten Flügelstürmers bestritten hat. Darüber hinaus absolvierte Drulia, der nach seiner aktiven Laufbahn als Trainer tätig wurde, weit über 550 Partien in der International Hockey League (IHL).

## Karriere
Stan Drulia begann seine aktive Laufbahn als Eishockeyspieler 1983 bei den Fort Erie Meteors in der Golden Horseshoe Junior Hockey League. Im Folgejahr schloss sich der Angreifer den Belleville Bulls, einer Mannschaft der Top-Juniorenliga Ontario Hockey League, an. Nachdem er zwei Jahre für die Bulls aktiv gewesen war, wurde Drulia beim NHL Entry Draft 1986 in der elften Runde an insgesamt 214. Position von den Pittsburgh Penguins ausgewählt. Die folgenden zwei Spielzeiten verbrachte der Offensivspieler weiterhin in der OHL und stand bei den Hamilton Steelhawks im Einsatz. Während dieser Zeit gelang es ihm seine Punkteausbeute stark zu verbessern und in insgesamt 143 Partien für die Steelhawks 231 Scorerpunkte zu erzielen. Im Folgejahr lief er für das inzwischen umgesiedelte und unter dem Namen Niagara Falls Thunder umbenannte Franchise aufs Eis und war mit 182 Punkten in 67 Partien der zweitbeste Scorer des Teams, ligaweit war lediglich sein Teamkollege Bryan Fogarty mit 187 Punkten erfolgreicher. Mit dem Team erreichte er die Finalspiele um den J. Ross Robertson Cup, verlor jedoch die Serie gegen die Peterborough Petes. In derselben Saison absolvierte Drulia außerdem drei Partien für die Maine Mariners in der American Hockey League, in denen er zwei Punkte erzielte.
Nachdem er von den Pittsburgh Penguins, die ihn beim NHL Entry Draft 1986 ausgewählt hatten, nicht unter Vertrag genommen wurde, unterzeichnete Drulia im Februar 1989 als Free Agent einen Vertrag bei den Edmonton Oilers. Es blieb ihm jedoch vorerst der Sprung in die National Hockey League verwehrt und der Angreifer stand in der Saison 1989/90 beim Farmteam der Edmonton Oilers, den Cape Breton Oilers, in der AHL und den Phoenix Roadrunners in der International Hockey League im Einsatz. In der folgenden Saison war Drulia unter Cheftrainer Don Jackson für die Knoxville Cherokees in der East Coast Hockey League aktiv und erzielte in der Regular Season 140 Punkte in 64 Partien. Somit war er bester Scorer der Liga und bei der Anzahl an Torerfolgen und Assists belegte er ligaweit den ersten bzw. den dritten Rang. In den Play-offs scheiterte er mit der Mannschaft in der ersten Runde in drei Partien gegen die Louisville Icehawks. Die folgende Spielzeit stand Drulia bei den New Haven Nighthawks in der AHL im Einsatz und erreichte hinter Shaun Van Allen und Tim Tookey den dritten Rang in der Scorerwertung. Nachdem sein Vertrag bei den Edmonton Oilers ausgelaufen war, unterzeichnete er am 1. September 1992 bei den Tampa Bay Lightning.
Zur Premierensaison des Franchises stand der Angreifer bei den Lightning im Einsatz und absolvierte insgesamt 24 NHL-Spiele, in denen er drei Punkte erzielte. Im Saisonverlauf wurde er jedoch zu den Atlanta Knights in der International Hockey League geschickt und spielte bis 1996 durchgehend bei den Knights. 1994 gewann er mit dem Team den Turner Cup. In 267 Partien in der regulären Saison für das Franchise erzielte er 161 Tore und 352 Punkte. Von 1996 bis 1999 verbrachte er drei Spielzeiten bei deren Ligakonkurrenten Detroit Vipers, mit denen er 1997 seinen zweiten Turner Cup gewann. Im September 1999 kehrte Drulia nach Tampa zurück und schloss sich erneut den Tampa Bay Lightning an. Nachdem er in der Saison 1999/2000 noch zu den Stammspielern gezählt hatte und 68 NHL-Spiele bestritten hatte, wurde er in der folgenden Saison durch eine Verletzung für mehrere Monate außer Gefecht gesetzt. Im Sommer 2001 beendete er seine aktive Laufbahn.
Als erste Trainerstation seiner Laufbahn übernahm Drulia in der Saison 2002/03 die Orlando Seals aus der Atlantic Coast Hockey League und führte die Mannschaft zum Gewinn der Meisterschaft der ACHL. Im Folgejahr schloss er sich den Augusta Lynx aus der ECHL an. Die folgenden zwei Jahre stand er für die Augusta Lynx an der Bande und verfehlte mit dem Team jeweils den Einzug in die Playoffs. Die Saison 2005/06 verbrachte Drulia als Assistenztrainer bei den Toledo Storm in der ECHL. Ein Jahr später ging er zu den Port Huron Flags aus der United Hockey League, bei denen er wieder als Cheftrainer arbeitete.
In seiner einzigen Saison schied die Mannschaft in der ersten Playoff-Runde aus dem Wettbewerb aus. Danach übernahm er das neu gegründete Franchise Port Huron Icehawks aus der International Hockey League und führte es in seiner ersten Saison bis in die Finalspiele um den Turner Cup. Nach zwei weiteren Jahren bei den Port Huron Icehawks verließ er das Team im Sommer 2010. Am 1. Juli 2010 wurde er als Cheftrainer der Wheeling Nailers vorgestellt. Im Dezember 2011 übernahm der US-Amerikaner die Tätigkeit als Assistenztrainer bei den Milwaukee Admirals. Diese Position hatte er bis zum Sommer 2018 inne, ehe er zur Spielzeit 2018/19 als Scout vom NHL-Kooperationspartner Nashville Predators angeheuert wurde.

## Erfolge und Auszeichnungen
| - 1988 OHL Third All-Star Team - 1989 Jim Mahon Memorial Trophy - 1989 Leo Lalonde Memorial Trophy - 1989 OHL First All-Star Team - 1991 ECHL Leading Scorer - 1991 ECHL Most Valuable Player - 1991 ECHL First All-Star Team - 1992 AHL Second All-Star Team | - 1994 Turner-Cup-Gewinn mit den Atlanta Knights - 1994 Norman R. „Bud“ Poile Trophy - 1994 IHL First All-Star Team - 1995 IHL First All-Star Team - 1997 Turner-Cup-Gewinn mit den Detroit Vipers - 1999 Ironman Award - 2003 ACHL-Meisterschaft mit den Orlando Seals (als Cheftrainer) |

## Karrierestatistik
(Legende zur Spielerstatistik: Sp oder GP = absolvierte Spiele; T oder G = erzielte Tore; V oder A = erzielte Assists; Pkt oder Pts = erzielte Scorerpunkte; SM oder PIM = erhaltene Strafminuten; +/− = Plus/Minus-Bilanz; PP = erzielte Überzahltore; SH = erzielte Unterzahltore; GW = erzielte Siegtore; 1 Play-downs/Relegation; Kursiv: Statistik nicht vollständig)